# 豐漁里 (屏東縣)
22°27′50″N 120°26′28″E / 22.4639074°N 120.4411641°E
豐漁里為台灣屏東縣東港鎮轄下之一里，位於東港鎮西南部。本里北方以後寮溪與朝安里為界，東方以延平路與盛漁里為界，西南側以鎮海路與鎮海里相鄰。

## 命名
本地居民從很早以前便是以漁業為生，故而在里名的選取上均盼其具「漁業豐盛、興盛」之意，定名「豐漁」里。與盛漁里、興漁里及鎮海里並稱「三漁一海」，是東港人稱的漁業區。

## 地理與沿革
豐漁里現址在康熙年間就有來自泉州安溪的許徵到此墾殖，至今其後代子孫尚居於此。豐漁里與東港市街區以後寮溪相隔，在地理上自有其區別，且因生活方式不同，其聚落形態有異，不能以「街」稱之，而稱為「下頭角」，由於與市街區距離甚近，故而在早期就保有密切的往來，在負責東港迎王轎班事務的七角頭中同樣是不可或缺的一員。

## 設施與景點
- 豐漁橋：跨越後寮溪之紅色鋼拱橋。
- 海濱國小
- 海濱國小孔子祠：東港神社遺址。
- 國立東港高級海事水產職業學校
- 東港漁港碼頭
- 小義人銅像